# Humphriesioolith-Formation
- Humph.-Fm. = Humphriesioolith-Formation
- L.Bk-Fm = Liegende Bankkalk-Formation
- H.Bk-Fm = Hangende Bankkalk-Formation
- Zm-Fm = Zementmergel-Formation
- S.-Fm = Solnhofen-Formation
- Rö.-Fm = Rögling-Formation
- U.-Fm = Usseltal-Formation
- Mö.-Fm = Mörnshein-Formation
- N.-Fm = Neuburg-Formation
- R.-Fm = Rennertshofen-Formation

Die Humphriesioolith-Formation ist eine lithostratigraphische Formation des Süddeutschen Jura. Sie wird von der Wedelsandstein-Formation unterlagert, und regional unterschiedlich von der Hauptrogenstein-Formation und Hamitenton-Formation überlagert. Sie verzahnt sich regional mit der Ostreenkalk-Formation und erreicht eine Mächtigkeit bis etwa 10 m. Sie wird in das höhere Unterbajocium datiert.

## Geschichte und Namensgebung
Die Humphriesioolith-Formation wurde von Gert Bloos, Gerd Dietl und Günter Schweigert 2005 vorgeschlagen. Sie ist nach dem Ammoniten Ammonites humphriesi (heute Stephanoceras humphriesianum) benannt. Eine Typlokalität, wie sie eigentlich zur Definition einer lithostratigraphischen Einheit verlangt wird, ist bisher noch nicht festgelegt worden.

## Definition und Verbreitungsgebiet
Die Humphriesioolith-Formation umfasst überwiegend Eisenoolith-Bänke und Tonsteine, in ihrem oberen Teil auch nicht-oolithische feinsandige Tonmergel, die sog. „Blagdeni-Bänke“. Die Mächtigkeit variiert im Gebiet der Schwäbischen Alb zwischen 6 und 10 m. Das Verbreitungsgebiet erstreckt sich von der Westalb über den Klettgau bis in den Raum Lörrach. Sie verzahnt sich dort mit der Ostreenkalk-Formation, ebenso im Bereich von Gosheim nach Osten. Die Untergrenze wird von der Obergrenze des sog. Blaukalks gebildet (oberster Teil der Wedelsandstein-Formation), die Obergrenze liegt an der Oberkante der Blagdeni-Schichten bzw. an der Unterkante des Subfurcaten-Ooliths.

## Zeitlicher Umfang und Untergliederung
Die Sedimente der Humphriesioolith-Formation wurden während des höheren Unterbajocium abgelagert. Die Humphriesioolith-Formation umfasst maximal die Ammonitenzone des Stephanoceras humphriesianum, die weiter in drei Subzonen romani-Subzone, humphriesianum-Subzone und blagdeni-Subzone unterteilt werden. Im Oberrheintal und auf der Schwäbischen Alb (östlich von Gosheim) geht sie in die Ostreenkalk-Formation über. Die Humphriesioolith-Formation wird formal nicht weiter in Subformationen untergliedert. Sie enthält jedoch im oberen Teil die mehrere Meter mächtigen Blagdeni-Schichten.